# Eddie Rosner
Adolph Ignatievich Rosner (en bielorruso: Адольф Ігнацьевіч Рознер), conocido profesionalmente como Ady Rosner y Eddie Rosner (26 de mayo de 1910, Berlín, Imperio alemán-8 de agosto de 1976, Berlín Oeste, Alemania Occidental) fue un trompetista de jazz polaco y soviético apodado como el «Louis Armstrong blanco» o «Louis Armstrong polaco». Estaba prisionero en el gulag cuando Iósif Stalin era secretario general del Partido Comunista de la Unión Soviética.

## Biografía

### Infancia y juventud
Rosner nació en una familia judía en Berlín. Cuando tenía seis años, asistió al Conservatorio Stern. Estudió música clásica pero desarrolló una gran afición por el jazz. A los 20 años, dejó el conservatorio como violinista para ingresar a la Escuela Superior de Música en la Kantstrasse cerca de la Ópera.

### Carrera
Usando el nombre de «Eddie», Rosner comenzó a tocar la trompeta con músicos polacos que habían sido miembros de la orquesta de Marek Weber. En la década de 1930 se unió a los Syncopators, convirtiéndose en Eddie Rosner cuando la banda se fue de gira por Europa, actuando en el barco de vapor New York durante los viajes entre Hamburgo y la ciudad de Nueva York. Grabó con la banda y escribió cartas a Gene Krupa, con la esperanza de establecer una carrera en Estados Unidos. Después de que el Partido Nazi ganara las elecciones en Alemania, concluyó que no podía regresar a casa, por lo que solicitó la residencia en Bélgica, pero fue rechazado.
Rosner se mudó a Polonia y abrió un club nocturno, luego se casó con una cantante polaca, Ruth Kaminska. Después de que los nazis invadieron Polonia en 1939, Rosner y su esposa se mudaron a Białystok, en el oeste de Bielorrusia, que fue absorbida por la Unión Soviética. Fundó una gran banda que se hizo conocida en la Orquesta Estatal de Jazz de la República de Bielorrusia. Con la aprobación de Iósif Stalin, la banda realizó una gira por la Unión Soviética durante la Segunda Guerra Mundial, entreteniendo a tropas y miembros del partido como la Orquesta Estatal de Jazz de la URSS o la Orquesta Estatal de Jazz Soviética. A Rosner se le pagó bien, recibiendo hasta 100 000 rublos al año.
Después de la guerra, fue arrestado por el MGB soviético en la ciudad de Lvov en Ucrania cuando intentaba cruzar la frontera con su familia, acusado de conspiración e insulto a la patria.: 215  Fue enviado a un campo de prisioneros de gulag en el Lejano Oriente, con una sentencia de diez años. Durante los siguientes ocho años continuó actuando en el gulag cerca de Magadán y se le permitió tocar música para levantar el ánimo de otros prisioneros.: 225  El líder del campo había escuchado la música de Rosner y la disfrutó, por lo que permitió que Rosner formara una banda para entretener a los prisioneros, guardias y funcionarios soviéticos en todo el sistema de gulag. Rosner fue liberado en 1954, más de un año después de la muerte de Stalin.

### Regreso a la música
A mediados de la década de 1950, Rosner fundó y dirigió una banda rusa que realizó una gira por la Unión Soviética y realizó varias grabaciones desde 1954 hasta 1971. En 1956, él y su banda de jazz fueron filmados en la comedia soviética Noche de fiesta, obra de Eldar Ryazanov, ganando mayor popularidad entre los aficionados. La prensa y los críticos soviéticos recibieron instrucciones de evitar mencionarlo en publicaciones y trabajos críticos, mientras que las autoridades le impidieron actuar en las principales salas de conciertos de la Unión Soviética.
A principios de la década de 1970, Rosner sufría de mala salud. Sintiendo que el fin estaba cerca, solicitó a las autoridades soviéticas permiso para emigrar a su lugar de nacimiento y se le permitió regresar a su Berlín natal en 1973. No ganó regalías en la Unión Soviética y murió en la pobreza tres años después.
Un documental sobre él, The Jazzman from the Gulag (Le Jazzman Du Goulag) de Pierre-Henry Salfati, ganó un premio de documental artístico en los premios Emmy de la BBC.